# Павел Фабий Персик
Павел Фабий Персик (лат. Paullus Fabius Persicus) — римский политический деятель и консул 34 года.
Персик был сыном консула 11 года до н. э. Павла Фабия Максима и Марции. По материнской линии он являлся двоюродным племянником императора Октавиана Августа. В 15 году Персик вошёл в состав жреческой коллегии арвальских братьев вместо своего отца. Несколько позже он был кооптирован также в коллегии понтификов и августалов. Приблизительно около 25 года Персик занимал должность квестора при императоре Тиберии. В 34 году он был назначен консулом вместе с Луцием Вителлием. В своё консульство по его указу были организованы празднества в честь второго десятилетия правления Тиберия. В период между 41 и 46 годом находился на посту куратора русла и берегов Тибра. Около 44—45 года Персик был проконсулом провинции Азии. В своё проконсульство он издал эдикт, который урегулировал культ Артемиды в Эфесе, а также другие религиозные вопросы.
Император Клавдий в одной надписи упоминает Персика среди своих друзей. По утверждению Сенеки, своей благополучной карьерой Персик обязан лишь знатности и подвигам предков, и обвиняет его в аморальном образе жизни. Возможно, Персик был отцом Фабия Нумантина и Персика Астурика.